# Hermeric II
Hermeric II fou rei dels sueus successor d'Hermingar mort el 430 ofegat al Guadiana.
El domini sueu no era ben acollit pels propietaris gallec-romans. El nou rei va trencar el pacte que el seu antecessor havia fet amb els propietaris gallec-romans i va assolar les seves viles i finques, però no va poder conquerir les fortaleses i finalment va alliberar els captius i va renovar el pacte, que aviat es va tornar a trencar. Els propietaris van enviar una ambaixada al Magister Militum Aeci el 431, demanant la seva ajuda contra ells, ambaixada que va estar presidida per l'historiador Hidaci.
Hermeric es va trobar afavorit pel fet que el vàndal Genseric, tot i haver combatut a Hermingar per retenir Lusitània, fou absorbit per la política africana, i el 432 es va retirar d'Hispània (abandonant la Bètica i Lusitània i tots els territoris que dominaven a la Cartaginense) i sembla que els romans van poder restablir el seu domini sobre la totalitat de la província Cartaginesa, i sobre la Lusitània i la Bètica, i fins i tot els habitants romans de Gal·lècia van concebre esperances de deslliurar-se del domini sueu.
Hermeric, va organitzar diverses expedicions després del 432, probablement en la seva majoria cap a Lusitània, que potser va aconseguir ocupar parcialment.
El 433 Hidaci va retornar de la seva ambaixada acompanyat del comte Censorí i es va fer un acord de pau amb Hermeric que no fou ratificat per Valentinià III. Censorí fou enviat un altre cop a Hermeric el 437 i finalment el 438 es va signar una nova pau.
Hermeric, que sembla que estava malalt, va abdicar el 438 (probablement va morir el 441) i el va succeir el seu fill Requila. Isidor de Sevilla diu que va regnar 14 anys el que ens portaria al 424, però Hermingar fou rei fins al 430 amb un molt petit marge d'error.